# Hey Hey Hey
«Hey Hey Hey» — четвертий сингл п'ятого студійного альбому американської поп-співачки Кеті Перрі — «Witness». В США сингл вийшов 12 січня 2018. Пісня написана Кеті Перрі, Сія Фурлер, Sarah Hudson, Максом Мартіном та Ali Payami; спродюсована Максом Мартіном та Ali Payami. Музичне відео зрежисоване Isaac Rentz; прем'єра музичного відео відбулась у грудні 2017.

## Музичне відео
20 грудня 2017 відбулася прем'єра відеокліпу на YouTube. Відеокліп зрежисовано Айзеком Рентцом (Isaac Rentz).

## Список композицій
Цифрове завантаження
1. Hey Hey Hey — 3:34

## Чарти
Тижневі чарти
| Чарт (2017-18)                 | Місце |
| ------------------------------ | ----- |
| Czech Republic (Rádio Top 100) | 53    |
| New Zealand Recorded Music NZ  | 5     |
| Swedish Singles Chart          | 95    |

## Історія релізів
| Країна | Дата          | Формат                 | Лейбл     |
| ------ | ------------- | ---------------------- | --------- |
| Італія | 12 січня 2018 | Contemporary hit radio | Universal |